# Liste des médaillées aux championnats du monde de gymnastique rythmique - Cerceau
| Édition | Lieu                | Or                                       | Argent                                    | Bronze                                                              |
| ------- | ------------------- | ---------------------------------------- | ----------------------------------------- | ------------------------------------------------------------------- |
| 1963    | Budapest            | pas d'épreuve au cerceau                 | pas d'épreuve au cerceau                  | pas d'épreuve au cerceau                                            |
| 1965    | Prague              | pas d'épreuve au cerceau                 | pas d'épreuve au cerceau                  | pas d'épreuve au cerceau                                            |
| 1967    | Copenhague          | Maria Gigova (BUL)                       | Elena Karpoukhina (URS)                   | Natalia Ovtchinnikova (URS)                                         |
| 1969    | Varna               | Maria Gigova (BUL)                       | Neshka Robeva (BUL)                       | Lioubov Sereda (URS)                                                |
| 1971    | La Havane           | Maria Gigova (BUL)                       | Krassimira Filipova (BUL)                 | Neshka Robeva (BUL)                                                 |
| 1973    | Rotterdam           | Maria Gigova (BUL)                       | Krassimira Filipova (BUL)                 | Neshka Robeva (BUL) Natalia Krachinnekova (URS) Maria Ptocska (HUN) |
| 1975    | Madrid              | Mitsuru Hiragushi (JPN)                  | Carmen Rischer (GER)                      | María Jesús Alegre (ESP)                                            |
| 1977    | Bâle                | Galima Chougourova (URS)                 | Irina Deriouguina (URS)                   | Kristina Guiourova (BUL) Natalia Krachinnekova (URS)                |
| 1979    | Londres             | pas d'épreuve au cerceau                 | pas d'épreuve au cerceau                  | pas d'épreuve au cerceau                                            |
| 1981    | Munich              | Lilia Ignatova (BUL)                     | Iliana Raeva (BUL) Anelia Ralenkova (BUL) | -                                                                   |
| 1983    | Strasbourg          | Anelia Ralenkova (BUL)                   | Galina Beloglazova (URS)                  | Lilia Ignatova (BUL) Dalia Kutkaitė (URS)                           |
| 1985    | Valladolid          | pas d'épreuve au cerceau                 | pas d'épreuve au cerceau                  | pas d'épreuve au cerceau                                            |
| 1987    | Varna               | Marina Lobatch (URS) Bianka Panova (BUL) | -                                         | Anna Kotchneva (URS)                                                |
| 1989    | Sarajevo            | Bianka Panova (BUL)                      | Oxana Skaldina (URS)                      | Oleksandra Tymoshenko (URS)                                         |
| 1991    | Athènes             | Oleksandra Tymoshenko (URS)              | Mila Marinova (BUL)                       | Oxana Skaldina (URS)                                                |
| 1992    | Bruxelles           | Larissa Loukianenko (BLR)                | Oxana Skaldina (RUS)                      | Maria Petrova (BUL)                                                 |
| 1993    | Alicante            | Maria Petrova (BUL)                      | Ekaterina Serebrianskaya (UKR)            | Elena Vitrichenko (UKR)                                             |
| 1994    | Paris               | Larissa Loukianenko (BLR)                | Maria Petrova (BUL)                       | Ekaterina Serebrianskaya (UKR)                                      |
| 1995    | Vienne              | pas d'épreuve au cerceau                 | pas d'épreuve au cerceau                  | pas d'épreuve au cerceau                                            |
| 1996    | Budapest            | pas d'épreuve au cerceau                 | pas d'épreuve au cerceau                  | pas d'épreuve au cerceau                                            |
| 1997    | Berlin              | Natalia Lipkovskaya (RUS)                | Elena Vitrichenko (UKR)                   | Eva Serrano (FRA)                                                   |
| 1998    | Séville             | pas de concours individuel               | pas de concours individuel                | pas de concours individuel                                          |
| 1999    | Ōsaka               | Elena Vitrichenko (UKR)                  | Alina Kabaeva (RUS)                       | Evgenia Pavlina (BLR)                                               |
| 2001    | Madrid              | Simona Peïcheva (BUL)                    | Anna Bessonova (UKR)                      | Tamara Yerofeeva (UKR)                                              |
| 2002    | La Nouvelle-Orléans | pas de concours individuel               | pas de concours individuel                | pas de concours individuel                                          |
| 2003    | Budapest            | Anna Bessonova (UKR)                     | Alina Kabaeva (RUS)                       | Irina Tchachina (RUS)                                               |
| 2005    | Bakou               | pas d'épreuve au cerceau                 | pas d'épreuve au cerceau                  | pas d'épreuve au cerceau                                            |
| 2007    | Patras              | Olga Kapranova (RUS)                     | Vera Sessina (RUS)                        | Anna Bessonova (UKR)                                                |
| 2009    | Ise                 | Evgenia Kanaeva (RUS)                    | Daria Kondakova (RUS)                     | Melitina Staniouta (BLR)                                            |
| 2010    | Moscou              | Evguenia Kanaïeva (RUS)                  | Daria Kondakova (RUS)                     | Aliya Garayeva (AZE)                                                |
| 2011    | Montpellier         | Evguenia Kanaïeva (RUS)                  | Daria Kondakova (RUS)                     | Neta Rivkin (ISR)                                                   |
| 2013    | Kiev                | Hanna Rizatdinova (UKR)                  | Yana Kudryavtseva (RUS)                   | Margarita Mamun (RUS)                                               |
| 2014    | Izmir               | Yana Kudryavtseva (RUS)                  | Margarita Mamun (RUS)                     | Son Yeon-jae (KOR)                                                  |
| 2015    | Stuttgart           | Margarita Mamun (RUS)                    | Aleksandra Soldatova (RUS)                | Hanna Rizatdinova (UKR)                                             |
| 2017    | Pesaro              | Dina Averina (RUS)                       | Arina Averina (RUS)                       | Kaho Minagawa (JPN)                                                 |
| 2018    | Sofia               | Dina Averina (RUS)                       | Linoy Ashram (ISR)                        | Arina Averina (RUS)                                                 |
| 2019    | Bakou               | Ekaterina Selezneva (RUS)                | Linoy Ashram (ISR)                        | Dina Averina (RUS)                                                  |